# Limpa-folha-do-nordeste
Limpa-folha-do-nordeste (nome científico: Philydor novaesi) era uma espécie de ave da família Furnariidae. Endêmica do Brasil, onde podia ser encontrada nos estados de Alagoas e Pernambuco. Era ameaçada de extinção pela fragmentação e destruição do habitat, sendo considerada extinta pela IUCN.
O último registro da espécie foi feito em 2011, e alguns autores consideram-na extinta desde 2018.

## Distribuição geográfica e habitat
A espécie era endêmica das florestas do Interior de Pernambuco nos estados de Alagoas e Pernambuco, no Nordeste do Brasil. Apenas duas localidades de ocorrência são conhecidas, a primeira no município de Murici, Alagoas, onde a espécie foi descoberta em 1979, e a segunda na Serra do Urubu, município de Jaqueira, Pernambuco, onde a espécie foi descoberta em 2003 na Reserva Privada de Frei Caneca e áreas adjacentes.

## Conservação
A União Internacional para a Conservação da Natureza e dos Recursos Naturais (IUCN) ainda classifica a espécie como "em perigo crítico" devido à distribuição geográfica restrita e à destruição do habitat. Os últimos avistamentos da ave datam de 2007 em Alagoas e em 2011 em Pernambuco. Buscas posteriores não conseguiram localizar nenhum exemplar nas áreas de habitat conhecidas, e alguns autores consideram-na extinta.
Uma análise publicada em 2018